# Pinheiro da Bemposta
Pinheiro da Bemposta é uma vila portuguesa que foi sede da extinta Freguesia de Pinheiro da Bemposta do Município de Oliveira de Azeméis, freguesia semi-urbana que tinha 12,11 km² de área e 3 324 habitantes (2011), e, assim, uma densidade populacional de 274,5 hab/km².
A Freguesia de Pinheiro da Bemposta foi extinta em 2013, no âmbito de uma reforma administrativa nacional, tendo sido agregada às freguesias de Palmaz e Travanca, para formar uma nova freguesia denominada União das Freguesias de Pinheiro da Bemposta, Travanca e Palmaz.
A povoação de Pinheiro da Bemposta foi elevada à categoria de vila em 1995.

## Geografia
Dista 7 km da sede do concelho e está situada entre o rio Antuã e o Caima. A localidade é servida pela estação do mesmo nome na linha do Vale do Vouga.

## História
Povoação importante, foi vila e sede de concelho, criado em 1514 e extinto em 24 de Outubro de 1855, que pertencia à comarca de Esgueira. Era seu donatário, na época, o conde de Vila Verde e marquês de Angeja. Aproveitou do foral desta vila, dado por D. Manuel em Lisboa, a 15 de Agosto de 1514. O concelho, também designado por Bemposta, abrangia as freguesias de Branca, Canelas, Fermelã, Palmaz, Pinheiro da Bemposta, Ribeira de Fráguas, Salreu e Travanca.
Pinheiro da Bemposta tinha, em 1801, 9 722 habitantes. Após as reformas administrativas do início do liberalismo, foram-lhe anexadas as freguesias de Loureiro e de Ul, tendo perdido as freguesias de Canelas e Fermelã, anexadas a Angeja, e de Salreu, anexada a Estarreja. Tinha, em 1849, 8 113 habitantes.
Nas primeiras décadas do Século XX, boa parte de sua população emigrou para o Brasil. O movimento emigratório ganhou novo impulso na década de 1950, inicialmente para o Brasil e, a seguir, nos anos de 1980, para a Venezuela, o Canadá e os Estados Unidos.
Tem um pelourinho e um cruzeiro, sendo este monumento nacional. Nesta freguesia, outrora chamada de "Figueiredo", passava um troço da estrada de Talábriga (Aveiro) a Lancóbriga (Feira), que constituía a via militar Romana. Desta localização existem indícios pelo facto de terem sido assinados documentos públicos na referida freguesia. Entre esses documentos lembra-se uma convenção celebrada pelos bispos D. Gonçalo de Coimbra e D. Hugo do Porto, apud Fikeiredo, aos 30 de dezembro de 1114. (livro Preto da Sé de Coimbra, fl. 240, v.).
Também nas inquisições de D. Dinis, em 1248, estão  diversas disposições acerca dos géneros que se deviam fornecer, para sustento da corte, no julgado de Figueiredo:…"quando se veer ELRey dalem Doyro… en quanto y stever". (Cf. Inquisições de D. Afonso III, I, II, fl. 40).
No lugar de Figueiredo de Baixo, próximo da antiga estrada romana, precisamente, existe uma casa e sítio chamado "Paço" e, a uma distância de 150 metros, outra casa, que se chama "Alcana" erradamente atribuída pelos Anais do Município de Oliveira de Azeméis (p. 317) a residência de qualquer rei árabe da antiguidade. Hoje sabe-se que o topónimo “ Paço “, estudado arqueologicamente na região de entre o Douro e Minho, corresponde sempre a zonas férteis das povoações como no caso de Figueiredo de Baixo, invariavelmente a ele associados indícios arqueológicos de ocupação e exploração correspondentes a uma fase da antiguidade tardia, desmistificando assim a ideia de que em tempos terá sido albergue régio. . D. Afonso III esteve hospedado na freguesia vizinha do Loureiro. (Cf. Livro Preto de Grijó, fl. 19).
A designação de "Julgado de Figeyredo del Rey" encontra-se pela primeira vez nas inquisições de 1288. (Cf. Padre Miguel de Oliveira, Da Talábriga a Lancóbriga pela via militar romana, in Arquivo do distrito de Aveiro, n. 33, p. 50-51, Aveiro, 1943).

## Lugares
Fazem parte desta freguesia os lugares de: Areosa, Bemposta, Canto, Covais, Cruzeirinho, Curval, Figueiredo de Baixo e de Cima, Fonte Chã, Minhoteira, Pinheiro, Prados, Tugilde e Vendas.

## População
| População da freguesia de Pinheiro da Bemposta (1864 – 2011) | População da freguesia de Pinheiro da Bemposta (1864 – 2011) | População da freguesia de Pinheiro da Bemposta (1864 – 2011) | População da freguesia de Pinheiro da Bemposta (1864 – 2011) | População da freguesia de Pinheiro da Bemposta (1864 – 2011) | População da freguesia de Pinheiro da Bemposta (1864 – 2011) | População da freguesia de Pinheiro da Bemposta (1864 – 2011) | População da freguesia de Pinheiro da Bemposta (1864 – 2011) | População da freguesia de Pinheiro da Bemposta (1864 – 2011) | População da freguesia de Pinheiro da Bemposta (1864 – 2011) | População da freguesia de Pinheiro da Bemposta (1864 – 2011) | População da freguesia de Pinheiro da Bemposta (1864 – 2011) | População da freguesia de Pinheiro da Bemposta (1864 – 2011) | População da freguesia de Pinheiro da Bemposta (1864 – 2011) | População da freguesia de Pinheiro da Bemposta (1864 – 2011) |
| ------------------------------------------------------------ | ------------------------------------------------------------ | ------------------------------------------------------------ | ------------------------------------------------------------ | ------------------------------------------------------------ | ------------------------------------------------------------ | ------------------------------------------------------------ | ------------------------------------------------------------ | ------------------------------------------------------------ | ------------------------------------------------------------ | ------------------------------------------------------------ | ------------------------------------------------------------ | ------------------------------------------------------------ | ------------------------------------------------------------ | ------------------------------------------------------------ |
| 1864                                                         | 1878                                                         | 1890                                                         | 1900                                                         | 1911                                                         | 1920                                                         | 1930                                                         | 1940                                                         | 1950                                                         | 1960                                                         | 1970                                                         | 1981                                                         | 1991                                                         | 2001                                                         | 2011                                                         |
| 1 632                                                        | 1 502                                                        | 1 571                                                        | 1 700                                                        | 1 890                                                        | 1 961                                                        | 2 115                                                        | 2 385                                                        | 2 478                                                        | 2 763                                                        | 2 893                                                        | 3 134                                                        | 3 432                                                        | 3 621                                                        | 3 324                                                        |

## Património
- Igreja Matriz de Pinheiro da Bemposta
- Cruzeiro de Pinheiro da Bemposta
- Capela de Nossa Senhora da Ribeira, incluindo os retábulos e esculturas
- Pelourinho de Pinheiro da Bemposta
- Estação da Mala-Posta do Curval

Segundo a tradição, a origem etimológica do seu nome provém de um grande pinheiro que existia junto à antiga estrada, no lugar da Areosa, debaixo do qual os passageiros descansavam. O nome Bemposta provém da sua airosa e elevada posição, de onde se abarca larga panorâmica sobre a Ria de Aveiro, desde Ovar até à Serra da Boa Viagem ou ainda até ao mar.
O Município da Bemposta, de fundação antiquíssima e ao qual o rei D. Manuel dera foral em 13 de Julho de 1514, foi extinto por decreto de 24 de Setembro de 1855. Foi "um dos mais importantes Municípios da comarca da Estremadura", como pode ler-se numa publicação de 1527, estendendo-se pela seguinte área: Pinheiro da Bemposta, Palmaz, Loureiro, Travanca, Macinhata da Seixa e Ul (do Município de Oliveira de Azeméis), Branca e Ribeira de Fráguas (Albergaria-a-Velha), Fermelã, Canelas, Salreu e Santiais (Estarreja) e Assequins (Águeda).
O maior interesse do património construído está no Cruzeiro do Pinheiro da Bemposta, Monumento Nacional, datado de 1604, com restauros posteriores. Por trás dele existe uma interessante Casa de Brasileiro, contributo arquitetónico de um emigrante retornado do Brasil com maiores recursos. À esquerda está a Casa do Cruzeiro, do século XVIII. Na EN1, seguindo na direcção do Porto, encontra-se a setecentista Casa dos Arcos.~
Um dos outros ex-libris de Pinheiro da Bemposta é a sua centenária Sociedade Musical Harmonia Pinheirense, fundada com o título de "Sociedade Phylarmónica Harmonia Pinheirense", em 13 de Novembro de 1881.
A Capela de Nossa Senhora da Ribeira constitui há séculos um templo de grande devoção. Foi erguida em 1611, num lugar solitário, romântico, quase paradisíaco.
Embora já com algumas alterações, o edifício da Malaposta do Curval, classificado como Imóvel de Interesse Público, constituiu uma das 32 estações de paragem das diligências que se dirigiam do Porto a Lisboa. Aqui também se trocavam as mulas, que recolhiam nestas instalações para alimentação e descanso.

## Desporto
- Futebol Clube Pinheirense
- Grupo Juvenil de Pinheiro da Bemposta